# Akbash
L'Akbash è una razza canina di tipo molossoide originaria della Turchia occidentale del tipo cane da montagna impiegata per la protezione degli armenti. È una delle tre tipologie di cani "pastori-custodi" che la cinofilia occidentale racchiude nella categoria "Cane da pastore dell'Anatolia". Si tratta di un esponente della sottofamiglia molossoide dei "Grandi Cani Bianchi".
L'Akbash è un cane di origine estremamente antica (almeno 3000 anni fa), è riconosciuto dalla FCI a partire dal 2015. Il suo nome deriva dal villaggio turco di Akbaş, situato nella Provincia di Çankırı nella regione dell'Anatolia Centrale . Caratteristico è il suo pelo bianco, che consentiva di distinguerlo immediatamente dai predatori.